# Нашата история
„Нашата история“ (на френски: Notre histoire) е френски филм от 1984 г. на френския кинорежисьор и сценарист Бертран Блие. Филмът е носител на 2 награди „Сезар“ през 1985 г. Главната роля на Робер Авранш се изпълнява от френския киноартист Ален Делон. В ролята на Донасиен Пуже участва френската киноактриса Натали Бай.

## Сюжет
Внимание:  Текстът по-долу разкрива сюжета на произведението (или части от него)!
Робер Авранш е собственик на автосервиз. Заради мъгла в Женева заминава за Париж не със самолет, а с влак, като носи куфарче с двойно дъно и 50 000 франка. На една от спирките във влака се качва непознатата жена Донасиен Пуже. Така започва тяхната доста объркана и странна история...

## В ролите
| Актьор               | Роля                                                  |
| -------------------- | ----------------------------------------------------- |
| Ален Делон           | Робер Авранше                                         |
| Натали Бай           | Донатиен Пуже / Мари-Тереза Чателар / Женевиев Авранш |
| Мишел Галабрю        | Емил                                                  |
| Жерар Дармон         | Дювал                                                 |
| Женевиев Фонтанел    | Мадлен                                                |
| Жан-Пиер Дарусен     | пътникът                                              |
| Жан-Франсоа Стевенен | Шателар                                               |
| Сабина Хадепин       | Кармен                                                |
| Жанет Жарсен         | цветарка                                              |